# Baracca e burattini
Pour plus de détails, voir Fiche technique et Distribution.
Baracca e burattini est un film italien réalisé par Sergio Corbucci, sorti en 1954.

## Synopsis
Un habitant de la Lune, s'étant écrasé sur Terre à la suite du choc violent provoqué par une expérience atomique, est émerveillé par la découverte de cette planète et donne vie à une marionnette en la suppliant de l'introduire dans le monde des hommes. C'est la marionnette elle-même qui le renverra chez lui pour lui éviter des ennuis.

## Fiche technique
- Titre : Baracca e burattini
- Réalisation : Sergio Corbucci, assisté de Sergio Sollima
- Scénario : Sergio Corbucci, Ruggero Maccari et Mario Amendola
- Photographie : Bitto Albertini
- Musique : Pasquale Frustaci
- Pays de production :  Italie
- Format : Noir et blanc - Mono
- Genre : Comédie, science-fiction et film musical
- Durée : 95 minutes (1 h 35)
- Date de sortie : 1954

## Distribution
- Carlo Dapporto
- Delia Lodi
- Lauretta Masiero
- Narciso Parigi
- Letizia Giss
- Anna Maria Moreno
- Gino Ravazzini
- Sergio Donati